# Сан-Хасинто-дель-Каука
Сан-Хасинто-дель-Каука (исп. San Jacinto del Cauca) — город и муниципалитет на севере Колумбии, на территории департамента Боливар.

## История
Поселение, из которого позднее вырос город, было основано в 1817 году. Муниципалитет Сан-Хасинто-дель-Каука был выделен в отдельную административную единицу в 1997 году.

## Географическое положение

Муниципалитет Сан-Хасинто-дель-Каука

Город расположен в юго-западной части департамента, на левом берегу реки Каука), на расстоянии приблизительно 247 километров к юго-юго-востоку (SSE) от города Картахена, административного центра департамента. Абсолютная высота — 25 метров над уровнем моря.

Муниципалитет Сан-Хасинто-дель-Каука граничит на северо-востоке с территорией муниципалитета Ачи, на востоке — с муниципалитетом Монтекристо, на юге и юго-западе — с территорией департамента Антьокия, на западе — с территорией департамента Кордова, на севере и северо-западе — с территорией департамента Сукре. Площадь муниципалитета составляет 549 км².

## Население
По данным Национального административного департамента статистики Колумбии, совокупная численность населения города и муниципалитета в 2015 году составляла 13 426 человек.
Динамика численности населения муниципалитета по годам:
| 2005   | 2006   | 2007   | 2008   | 2009   | 2010   | 2011   | 2012   | 2013   | 2014   | 2015   |
| ------ | ------ | ------ | ------ | ------ | ------ | ------ | ------ | ------ | ------ | ------ |
| 10 935 | 11 151 | 11 375 | 11 601 | 11 827 | 12 075 | 12 331 | 12 584 | 12 857 | 13 140 | 13 426 |

Согласно данным переписи 2005 года мужчины составляли 54,3 % от населения Сан-Хасинто-дель-Кауки, женщины — соответственно 45,7 %. В расовом отношении белые и метисы составляли 98,3 % от населения города; негры, мулаты и райсальцы — 1,7 %.
Уровень грамотности среди всего населения составлял 78,1 %.

## Экономика
76,5 % от общего числа городских и муниципальных предприятий составляют предприятия торговой сферы, 22,2 % — предприятия сферы обслуживания, 1,2 % — промышленные предприятия, 0,1 % — предприятия иных отраслей экономики.